# Hyphoderma anthracophilum
Hyphoderma anthracophilum är en svampart som först beskrevs av Hubert Bourdot, och fick sitt nu gällande namn av Jülich 1974. Hyphoderma anthracophilum ingår i släktet Hyphoderma och familjen Meruliaceae.   Inga underarter finns listade i Catalogue of Life.